# قراجة قية (هشترود)
قراجة قية هي قرية في مقاطعة هشترود، إيران. عدد سكان هذه القرية هو 100 في سنة 2006.